# 볼로가세스 2세

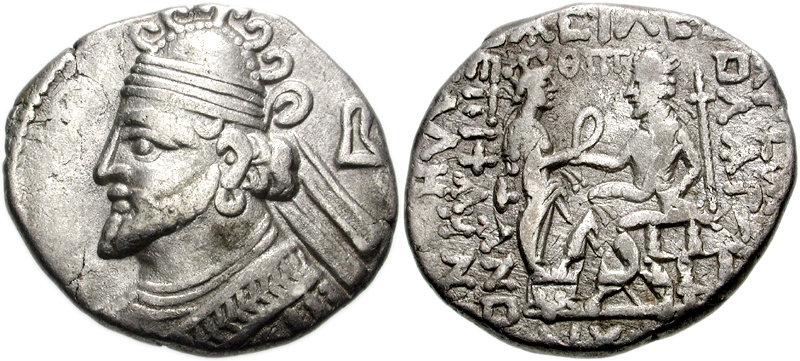

파르티아의 볼로가세스 2세는 파르티아의 볼로가세스 1세(제위 51-78)의 아들로 77년에서 80년까지 파르티아 제국을 다스렸다. 그에 관해서 거의 알려지지 않았다. 볼로가세스 2세는 패했고, 그의 삼촌 파코루스 2세(제위 78–105)에 의해 폐위되었다.
| 전임 볼로가세스 1세 | 제26대 파르티아 왕 78년 - 80년 | 후임 파코루스 2세 |